# Diplophlyctis versiformis
Diplophlyctis versiformis är en svampart som beskrevs av Dogma 1976. Diplophlyctis versiformis ingår i släktet Diplophlyctis och familjen Endochytriaceae.   Inga underarter finns listade i Catalogue of Life.